# Ptyssiglottis chrysea
Ptyssiglottis chrysea är en akantusväxtart som först beskrevs av Henry Nicholas Ridley, och fick sitt nu gällande namn av Henry Nicholas Ridley. Ptyssiglottis chrysea ingår i släktet Ptyssiglottis och familjen akantusväxter. Inga underarter finns listade i Catalogue of Life.